# Al Lang Stadium
 (septembre 2024).
Si vous disposez d'ouvrages ou d'articles de référence ou si vous connaissez des sites web de qualité traitant du thème abordé ici, merci de compléter l'article en donnant les références utiles à sa vérifiabilité et en les liant à la section « Notes et références ».
Le Al Lang Stadium, de son nom complet Progress Energy Park, home of Al Lang Field, est un stade de baseball et de soccer de la ville américaine de St. Petersburg, dans l'État de Floride. Il a une capacité de 7 227 places.

## Histoire
Le stade, construit en 1947, est baptisé en honneur d'Al Lang (en), ancien maire de la ville qui a œuvré à faire venir le baseball professionnel à St. Petersburg. Le stade a été au cours de son histoire le lieu des entraînements de printemps de plusieurs franchises des ligues majeures de baseball, ainsi que le domicile de plusieurs équipes de ligues mineures, les plus récentes étant la franchise de ligue majeure des Rays de Tampa Bay et leur équipe affiliée les Devil Rays de St. Pete de 1998 à 2008. Le stade accueille désormais les Rowdies de Tampa Bay depuis 2011.
Il a notamment été le stade des entraînements de printemps des Mets de New York de 1962 à 1987.